# Смирнов, Михаил Боянович
Михаил Боянович Смирнов (3 августа 1938, Тбилиси — 12 марта 2002, Москва) — советский и российский скульптор-монументалист. Заслуженный деятель искусств Казахской ССР (1985).

## Биография

Монумент «Покорителям целины»

Памятник Ф. Э. Дзержинскому в Орле

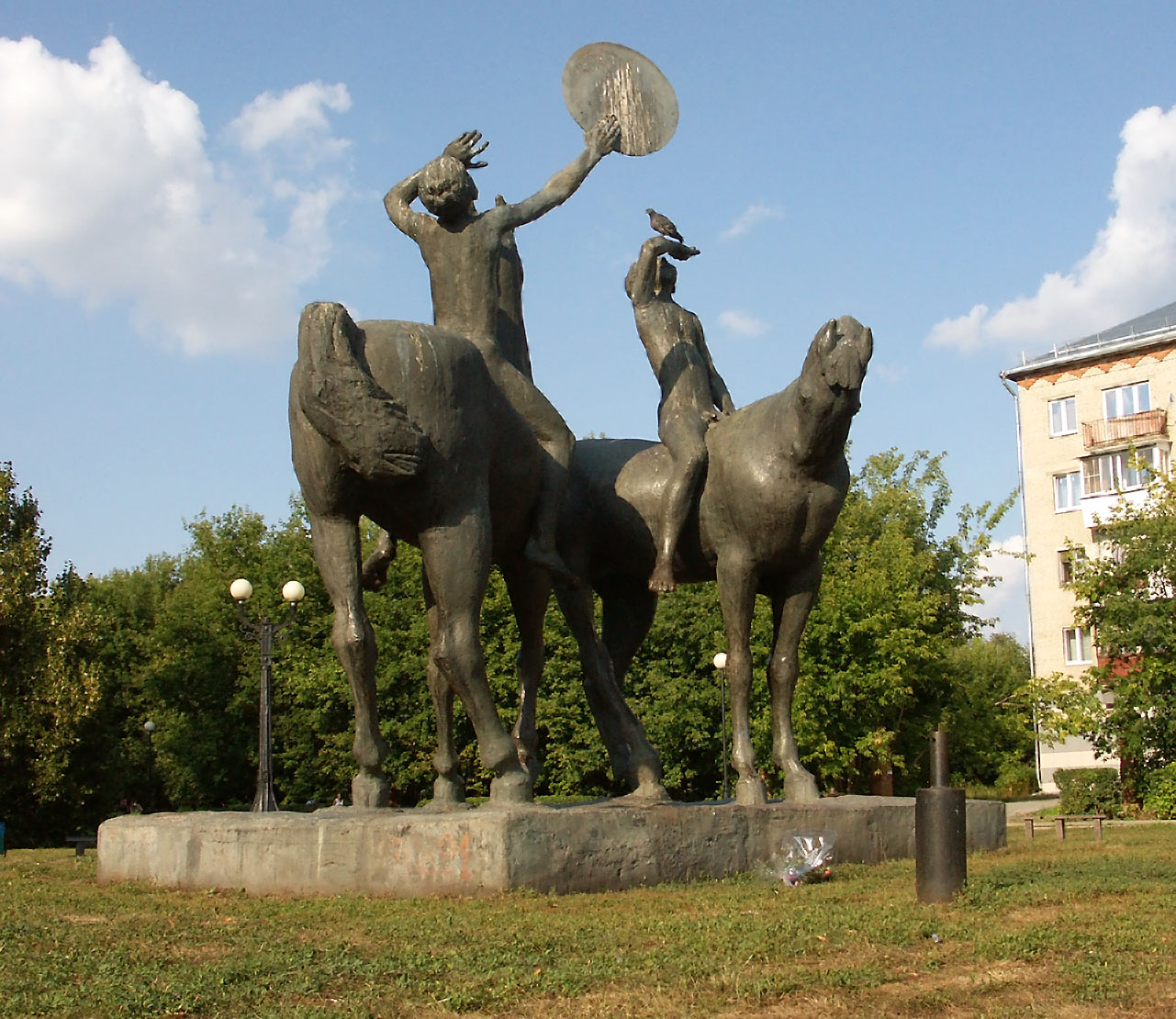
Скульптурная композиция «Исток Дона»

Родился 3 августа 1938 года в Тбилиси. С 1943 по 1954 год занимался скульптурой в тбилисском Дворце пионеров в студии З. И. Крацашвили. На IV Всесоюзную выставку изобразительного творчества детей были представлены выполненные им во Дворце пионеров работы «Мужики» по Некрасову и Стенька Разин.
Окончив школу с медалью, в 1956 году поступил в Московское высшее художественно-промышленное училище (МВХПУ). В 1962 году окончил МВХПУ, защитив диплом «с отличием и с похвалой». С 1962 по 1968 преподавал в МВХПУ скульптуру.
С 1965 года принимал участие в художественных выставках. Член Союза художников СССР с 1966 года.
Умер 12 марта 2002 года.

## Работы
- Проект памятника героям Брестской крепости (совместно с М. В. Калининым, 1960, архитектор В. Калинин)[1]
- Портрет Героя Социалистического Труда первого метростроевца И. И. Павлова (1963, мрамор, 1,5 н. в.)[1]
- Композиция «Мир входящему» (1966, гипс, в-350)[1]
- Проект мемориального комплекса, посвящённого Курской битве (1969, архитектор А. Семёнов)[1]
- Проект конного памятника К. Е. Ворошилову (1971, архитектор А. Семёнов), модель памятника (медь, 170×120×70)[1]
- «Хлебороб» (1972, гипс, в-250)[1]
- «Человек и море» (1973, бронза, гранит, в-4,3 м) — Бердянск[1]
- Проект мемориала героям Севастополя (1975)[1]
- Монумент «Покорителям целины» (проект 1975 года, открыт в 1984 году, архитектор А. Семёнов) — Костанай[1][4][5] — памятник истории и культуры местного значения[6]
- Скульптурная композиция «Венок славы» в составе мемориального комплекса героям Великой Отечественной войны «Бульвар Героев» (совместно с Г. Франгуляном, 1977, медь, гранит, 12×15×5,5 м, архитектор Ю. Журавков) — Новокузнецк[1][7]
- Памятник Ф. Э. Дзержинскому в Калуге (1986, бронза)[8]
- Памятник Ф. Э. Дзержинскому в Орле (1987, бронза)[9]
- Скульптурная композиция «Исток Дона» (1989, бронза, архитектор Г. Сыромятников) — Новомосковск[10]
- Монумент «Россия — шум веков» (1990-е)[2] — посёлок Сосны Одинцовского городского округа Московской области[11]

## Награды и звания
- Заслуженный деятель искусств Казахской ССР (1985)[12][2]